# Невинная ложь (фильм, 1998)
«Невинная ложь» (там. ஜீன்ஸ், англ. Jeans) — индийская романтическая комедия режиссёра Ш. Шанкара, снятая на тамильском языке и вышедшая в прокат 24 апреля 1998 года. Главные роли исполнили Прашант, Айшвария Рай и Нассер. По сюжету семья девушки, чтобы она могла выйти замуж за любимого, притворяется будто у неё есть сестра-близнец.
На момент выхода это был самый дорогостоящий индийский фильм. «Невинная ложь» был отправлен представлять Индию на премии «Оскар», а также заработал Национальную кинопремию, Filmfare Awards South и четыре Tamil Nadu State Film Awards в различных категориях.

## Сюжет
Педдабаи Раджамани — индиец, владеющий рестораном в Лос-Анджелесе. У него есть два сына-близнеца Вишванат и Раммохан, которые учатся в медицинском колледже и помогают отцу на работе. Так однажды привезя заказанную еду в аэропорт, Вишу встречает там семью из Мадраса, состоящую из Мадхумиты, её брата Мадеша и их бабушки Дханванти. Он помогает им устроится на новом месте, так как их никто не встретил. Дханванти приехала в Америку ради операции по удалению опухоли мозга. Однако после операции Мадхумите говорят, что её бабушка останется парализована. Вишу понимает, что операцию сделали неверно из-за путаницы с картами пациентов, и добивается, чтобы больница взяла на себя ответственность. Врачи проводят повторную операцию и ставят Дханванти на ноги.
За время проведённое вместе Мадху и Вишу начинают испытывать друг к другу чувства. Поэтому Дханванти симулирует ухудшение своего состояния, чтобы остаться в Америке подольше. Однако Мадху недовольна тем, что Вишу и Раму одеваются и выглядят одинаково, и она всё время их путает. Чтобы ей помочь, её брат пытается тайком постричь Раму, но его ловит Педдабаи. Узнав о чувствах Мадхумиты и Вишваната, он говорит что не даст согласия на брак, так как решил женить сыновей на сёстрах-близняшках.
Это всё из-за того, что Педдабаи и его брат-близнец Чиннабаи в своё время женились на совершенно разных женщинах. Жена Чиннабаи Сундари имела дурной характер и всё время попрекала жену Педдабаи Панкаджам. Когда Панаджам скончалась во время родов, все начали обвинять в её смерти Сундари. Не выдержав попрёков, Сундари объявила мужу, что либо он делит с братом совместный бизнес, либо она уходит от него. Педдабаи, не желая разделять ни семейное дело, ни семью брата, оставил всё ему и покинул дом вместе с сыновьями. Ему бы не хотелось, чтобы такое случилось и с его детьми.
Тогда Дханванти объявляет, что у Мадху тоже есть сестра-близнец Вайшнави, с которой они были разделены при рождении. Педдабаи в таком случае согласен на свадьбу и едет с семьёй в Индию, чтобы встретиться с другой девушкой. Однако Вайшнави всего лишь выдумка бабушки, но та убеждает всю семью ей подыграть, а Мадхумиту — изобразить Вайшнави. Им удаётся заставить поверить Педдабаи и его сыновей в существование второй девушки. Однако ест проблема, обе свадьбы назначают в один день.
В Индии Педдабаи навещает его брат. В тот же вечер он пытается совершить самоубийство, но его спасают работники железной дороги. Чиннабаи объясняет брату, что он по уши в долгах, а характер его жены со временем стал ещё хуже из-за того, что она не может иметь детей. Педдабаи предлагает поменяться местами, чтобы он решил его проблемы. Он возвращается в родной город и оплачивает долги с помощью денег, которые якобы выиграл в лотерею. Узнав о повышении его благосостояния, сваха предлагает ему взять вторую жену, чтобы она родила ему детей, но он отказывается. Услышав этот разговор, Сундари смягчается.
Тем временем Вишу находит реквизит, с помощью которого семья имитировала присутствие Вайшнави и понимает, что их обманули. Разозлившись на Мадхумиту он с семьёй покидает их дом. Но Раму, несмотря на то, что его сердце разбито, говорит, что брат не должен отказываться от своей любви. Они идут к дяде, которого принимаю за отца, и просят дать согласие на брак. Чиннабаи, поняв, что желание брата женить сыновей на сёстрах вызвано размолвкой между их жёнами, советует молодым сыграть свадьбу скорее.
В это время Мадеш, не зная что всё разрешилось, едет в родной город Педдабаи, чтобы поговорить с его братом и привлечь его на свою сторону. Педдабаи, узнав о обмане, возвращается в Мадрас и, попав прямо на свадьбу, приказывает всё прекратить.

## В ролях
- Айшвария Рай — Мадхумита / Вайшнави
- Прашант[англ.] — Вишванат «Вишу» и Раммохан «Раму» (в оригинале Ramamoorthy)
- Лакшми[англ.] — Дханванти, бабушка Мадху (в оригинале Krishnaveni)
- Нассер[англ.] — Педдабаи и Чиннабаи Раджамани (в оригинале Nachiappan & Pechiappan)
- Сентил[англ.] — Джуно, слуга Педдабаи
- С. В. Шекхар[англ.] — Теллабабу, отец Мадху (в оригинале Vellaiappan)
- Раджу Сундарам[англ.] — Мадеш, брат Мадху
- Джанаки Сабеш[англ.] — мать Мадху
- Радхика[англ.] — Сундари, жена Чиннабаи (в оригинале Sundaramba)
- Гита[англ.] — Панкаджам, жена Педдабаи
- Гантимати[англ.] — сваха
- С. Н. Лакшми[англ.] — мать Панкаджам

## Производство
Первым на роль близнецов приглашение получил Аббас, который не смог его принять, поскольку весь 1997 год у него уже был расписан. Вторым выбором был Аджит, также отказавшийся по схожей причине. В итоге роль отошла Прашанту, который пожертвовал ради неё семью фильмами.
Популярный хореограф Раджу Сундарам дебютировал в фильме как актёр, сыграв брата главной героини. С. В. Шекхар заменил отказавшегося от роли закадрового певца С. П. Баласубраманьяма.
Оператор Сантош Сиван и художник-постановщик Тхота Тхарани по разным причинам были заменены Ашоком Кумаром и Балой.
Запуск фильма состоялся в Ченнаи на AVM Studios в декабре 1996 года.
Айшвария Рай, испытывающая проблемы с тамильским языком, записала все свои диалоги на английском и вызубрила их наизусть. Актриса решила сама дублировать свою героиню, хотя в её предыдущем тамильском фильме её персонаж говорил заимствованным голосом.
Большая часть сцен была отснята заграницей. В США съёмки проходили в Лас-Вегасе, Лос-Анджелесе, Аризоне, парке Долина Огня, Манхэттен-Бич, на озере Малибу и Universal Studios в Калифорнии. Музыкальный номер на песню «Columbus Columbus» отснят на Venice Beach в Лос-Анджелесе с участием иностранных танцоров и танцовщиц. Съёмки также проходили в Нью-Джерси и Нью-Йорке во Всемирном торговом центре. Для создания видеоряда к песне «Poovukkul» съёмочная группа отправилась в тридцатидневное путешествие вокруг света, чтобы запечатлеть на плёнке Великую Китайскую стену, Эйфелеву башню, Эмпайр-стейт-билдинг, Тадж-Махал, Египетские пирамиды, Колизей и Пизанскую башню. В Париже съёмки были на время приостановлены из-за гибели принцессы Дианы в августе 1997 года.
Во время съемок в Большом каньоне, съемочной группе пришлось нанять вертолеты.
Создание фильма заняло почти 1,5 года и потребовало затрат в 190 миллионов рупий.
Оригинальное название фильма Jeans переводится как «Джинсы». На вопрос, почему фильм так называется, Шанкар ответил:

Этот фильм повествует о молодых людях и принадлежит к определенному образу жизни. Молодые люди связаны с джинсовой одеждой и поэтому джинсы — это удачное название.
Оригинальный текст (англ.)It is a film is about young people and pertains to a certain lifestyle. Young people are associated with denim wear and so Jeans is an apt title.

## Саундтрек
Все тексты написаны Вайрамуту.
| №                   | Название                | Исполнители                | Длительность |
| ------------------- | ----------------------- | -------------------------- | ------------ |
| 1.                  | «Anbe Anbe»             | Харихаран, Анурадха Шрирам | 5:32         |
| 2.                  | «Columbus Columbus»     | А. Р. Рахман               | 4:52         |
| 3.                  | «Enakke Enakkaa»        | П. Унникришнан, Паллави    | 7:09         |
| 4.                  | «Kannuodu Kaanbadhalam» | Нитьяшри Махадеван         | 5:09         |
| 5.                  | «Poovukkul»             | П. Унникришнан, Суджата    | 6:53         |
| 6.                  | «Varayo En Thozhi»      | Сону Нигам, Харини         | 5:48         |
| Общая длительность: | Общая длительность:     | Общая длительность:        | 35:23        |

| №                   | Название             | Исполнители                         | Длительность |
| ------------------- | -------------------- | ----------------------------------- | ------------ |
| 1.                  | «Ajooba»             | Харихаран, Садхана Саргам           | 6:57         |
| 2.                  | «Columbus»           | Сону Нигам                          | 4:56         |
| 3.                  | «Kehne Ko Dadi»      | Сону Нигам, Кавита Паудвал, Сангита | 5:51         |
| 4.                  | «Tauba Tauba»        | Харихаран, Анурадха Шрирам          | 5:31         |
| 5.                  | «Kehta Hai Mera Dil» | Кавита Кришнамурти                  | 5:12         |
| 6.                  | «Hai Rabba»          | Кавита Кришнамурти, Удит Нараян     | 7:15         |
| Общая длительность: | Общая длительность:  | Общая длительность:                 | 35:42        |

## Критика
Ранджита с сайта rediff.com дала высокую оценку персонажам Прашанта, Айшварии Рай и Нассера как «всегда заслуживающим доверия», тогда как выделила похвалу Радхике, которую она описала словами: «с её поразительным камео, сметающей актерские почести». Она также высоко оценила техническую бригаду, описав оператора Ашока Кумара как «чрезвычайно компетентного во всем», хореографию Раджу Сундарама как «запоминающуюся» и партитуру А. Р. Рахмана как «исключительно мелодичную».
Deccan Herald, напротив, назвал фильм «колоссальной растратой», раскритиковав сценарий и режиссуру Шанкара и выступление Прашанта и Лакшми.
Махешвара Редди из Indian Express добавил, что фильм «представляет собой смесь из живописных пейзажей, веселой комедии и небольшой путаницы с слишком большим количеством двойных ролей».
Баладжи Баласураньям отметил, что «технические аспекты всегда были на высшем уровне в фильмах Шанкара и „Невинная ложь“ не является исключением. Спецэффекты, представляющие двух Прашантов настолько хороши, что мы часто забываем, что мы видим только одного актёра, а не двоих».

## Награды
В 1998 году Индия выдвинула фильм в качестве претендента на Оскар за лучший фильм на иностранном языке, но в шорт-лист премии он не попал.
- Национальная кинопремия за лучшие спецэффекты — С. Т. Венки[10]
- Filmfare Award за лучшую музыку к фильму на тамили — А. Р. Рахман[11]
- кинопремия штата Тамил-Наду за лучшее исполнение комической роли — Сентил[12]
- кинопремия штата Тамил-Наду за лучший женский закадровый вокал — Нитьяшри Махадеван[12]
- кинопремия штата Тамил-Наду за лучшую хореографию — Раджу Сундарам[12]
- кинопремия штата Тамил-Наду за лучший дизайн костюмов — Каси[12]